# Chinandega (Stadt)
Chinandega ist eine Stadt im gleichnamigen Departamento Chinandega im Nordwesten des mittelamerikanischen Staates Nicaragua mit 111.256 Einwohnern (2016). Sie befindet sich 134 km nordwestlich von Managua, der Hauptstadt Nicaraguas und liegt an der Pazifikküste. 
Das günstige Klima und die fruchtbaren Böden ermöglichen den Anbau von Orangen, Zuckerrohr, Bananen und Baumwolle. In Chinandega herrscht eine Durchschnittstemperatur von 28 °C. Die Regenzeit dauert von Mai bis Oktober, danach beginnt die Trockenperiode.

## Geschichte
Chinandega wurde vermutlich bereits im Jahre 596 gegründet. Vor der Entdeckung Amerikas durch die Spanier war Chinandega ein großes Gebiet und trug den Namen „Tezoatega“. Der heutige Name bedeutet in der Nahuatl-Sprache so viel wie „Ort der Palmdächer“. Ab 1529 – während der spanischen Kolonialzeit – war der Ort Sitz eines Patrons und entwickelte sich zu einem Zentrum der Landwirtschaft. Damals nahm Chinandega den Rang einer „villa“, also eines kleineren Ortes ein. 1839 wurde Chinandega per Dekret zu einer Stadt ernannt. Während des Bürgerkrieges 1927 brannte ein Großteil der Stadt nieder, was ihr den Beinamen „Märtyrer-Stadt“ einbrachte. 
1989 wurde sie anlässlich ihres 150-jährigen Bestehens zum „Kulturgut Nicaraguas“ erklärt.

## Städtepartnerschaften
Chinandega unterhält weltweit vier Städtepartnerschaften mit
- Leverkusen, Deutschland seit 1986
- Eindhoven, Niederlande seit 1986
- Molins de Rei, Spanien seit 1985
- Appleton (Wisconsin), USA seit 1995

## Söhne und Töchter der Stadt
- Roberto Sacasa Sarria (1840–1896), Präsident Nicaraguas
- Salomón Ibarra Mayorga (1887–1985), Schriftsteller
- Enrique Schmidt Cuadra (1949–1984), Revolutionär und Politiker, Minister
- Francisco José Tigerino Dávila (* 1963), katholischer Geistlicher, Bischof von Bluefields